# Pablo Ramírez Barrientos
Pablo Ramírez Barrientos (1 de noviembre de 1996) es un deportista cubano que compite en levantamiento de potencia adaptado. Ganó una medalla de plata en los Juegos Paralímpicos de París 2024, en la categoría de –54 kg.

## Palmarés internacional
| Juegos Paralímpicos | Juegos Paralímpicos | Juegos Paralímpicos | Juegos Paralímpicos |
| Año                 | Lugar               | Medalla             | Categoría           |
| ------------------- | ------------------- | ------------------- | ------------------- |
| 2024                | París (Francia)     | Medalla de plata    | –54 kg              |